# Probit

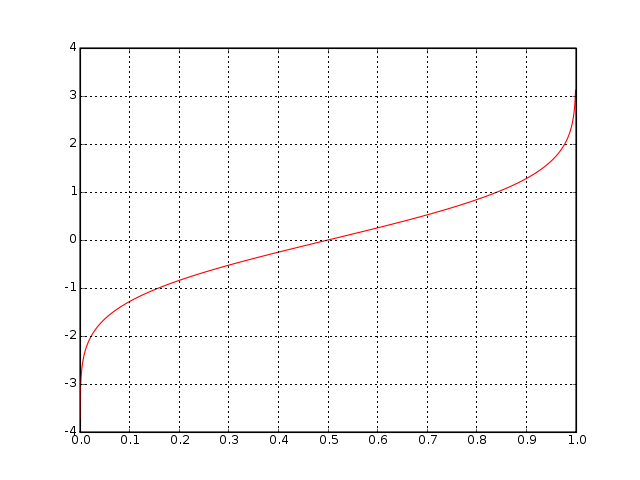
Gràfic de la funció probit.

En teoria i estadística de probabilitats, la funció probit és la funció quantil associada a la distribució normal estàndard. Té aplicacions en anàlisi de dades i aprenentatge automàtic, en particular gràfics estadístics exploratoris i modelització de regressió especialitzada de variables de resposta binària.
Matemàticament, el probit és la inversa de la funció de distribució acumulada de la distribució normal estàndard, que es denota com {\displaystyle \Phi (z)}, de manera que el probit es defineix com
{\displaystyle \operatorname {probit} (p)=\Phi ^{-1}(p)\quad {\text{per}}\quad p\in (0,1)}.
En gran part a causa del teorema central del límit, la distribució normal estàndard té un paper fonamental en la teoria de la probabilitat i l'estadística. Si tenim en compte el fet conegut que la distribució normal estàndard situa el 95% de la probabilitat entre −1,96 i 1,96, i és simètrica al voltant de zero, es dedueix que
{\displaystyle \Phi (-1.96)=0.025=1-\Phi (1.96).\,\!}
La funció probit proporciona el càlcul "invers", generant un valor d'una variable aleatòria normal estàndard, associada a una probabilitat acumulada especificada. Continuant amb l'exemple,
{\displaystyle \operatorname {probit} (0.025)=-1.96=-\operatorname {probit} (0.975)}.
En general,
{\displaystyle \Phi (\operatorname {probit} (p))=p}
i
{\displaystyle \operatorname {probit} (\Phi (z))=z.}
La idea de la funció probit va ser publicada per Chester Ittner Bliss en un article de 1934 a Science sobre com tractar dades com el percentatge d'una plaga morta per un plaguicida. Bliss va proposar transformar el percentatge de morts en un " probability unit " (o "probit") que estava relacionat linealment amb la definició moderna (el va definir arbitràriament igual a 0 per a 0,0001 i 1 per a 0,9999)
La distribució normal CDF i la seva inversa no estan disponibles en forma tancada, i el càlcul requereix un ús acurat de procediments numèrics. No obstant això, les funcions estan àmpliament disponibles en programari per a estadístiques i modelització de probabilitats, i en fulls de càlcul. A Microsoft Excel, per exemple, la funció probit està disponible com a norm.s.inv(p). En entorns informàtics on hi ha disponibles implementacions numèriques de la funció d'error invers, la funció probit es pot obtenir com
{\displaystyle \operatorname {probit} (p)={\sqrt {2}}\,\operatorname {erf} ^{-1}(2p-1).}